# 서하 신종
서하 신종 이준욱(西夏 神宗 李遵頊, 1163년 ~ 1226년)은 중국 서하의 제8대 황제(재위 : 1211년 8월 12일 ~ 1223년 12월)이다. 시호는 영문황제(英文皇帝)이고, 서하 양종의 종질이다. 사용한 연호는 광정(光定)이다.

## 생애
1203년, 진사제일(進士第一)로 급제했다. 제왕(齊王)에 습봉(襲封)되었다.
1210년, 몽골에 종속된 양종은 금나라와 전쟁을 계획하지만, 한 때의 우호국과의 전투에 반대하는 황족도 많았다. 이준욱은 그 반대하는 황족들 중 한 명이었다.
1211년, 마침내 이준욱은 양종을 폐위하고 스스로 황제의 자리에 즉위하였다. 양종은 폐위되고 나서 1개월 뒤에 사망하였다.
재위할 때 몽고(蒙古)를 부용(附庸)하게 하려 했지만 실패했다. 사신을 송나라에 보내 함께 금나라에 대처하려 했지만 소득이 없었다.
1223년 12월, 금나라의 선종과 관련해서 나라의 내외가 군사적으로 소란해지자, 신종은 아들인 이덕왕(李德旺)에게 황제의 자리를 물려주고 자신은 태상황(太上皇)으로 물러났다. 12년 동안 재위했다.
1226년, 향년 64세로 병사하였다.
| 전임 서하 양종 | 제8대 서하의 황제 1211년 ~ 1223년 | 후임 서하 헌종 |